# ASLAV
El vehículo blindado ligero (ASLAV), es una 
versión australiana del Vehículo blindado ligero LAV-25
diseñado y fabricado por General Dynamics Canadá para la Infantería de Marina de los Estados Unidos. El diseño inicial fue el MOWAG Piraña 8x8, sin embargo, el vehículo fue rediseñado para satisfacer las necesidades de Australia, Canadá y Estados Unidos. Se trata de un vehículo blindado de gran movilidad, posee ocho ruedas y cuenta con capacidad de vadeo. Es utilizado para reconocimiento y operaciones de vigilancia.

## Operaciones en servicio
Los ASLAV han operado con el ejército australiano en misiones en Timor Oriental, Irak y Afganistán.

## Variantes
El ejército de Australia cuenta con tres variantes del ASLAV.
ASLAV Type I
- ASLAV-25 (Reconocimiento) - Vehículo de 3 hombres de reconocimiento armado tiene de armamento principal un cañón Bushmaster M242 de 25 mm y dos ametralladoras de 7,62 mm FN MAG 58. Al igual que el LAV-25.

ASLAV Type II
- ASLAV-PC(Transporte de Personal) - Vehículo de transporte capaz de llevar a 7 pasajeros y está armado con una ametralladora.50 BMG o un Lanzagranadas de 40 mm.

- ASLAV-C (Comando) - Vehículo especializado en misiones de comunicación.

- ASLAV-S (Vigilancia) - Especializados en vigilancia, equipados con cámaras térmicas y armados con una ametralladora Browning M2 calibre .50 BMG

- ASLAV-A (Ambulancia) - Equipado con implementos médicos y armado con una ametralladora Browning M2 .50 BMG

ASLAV Type III
- ASLAV-F (Montador) - Vehículo equipado con una grúa para mover, mantener y reparar otros vehículos.

- ASLAV-R(Recuperación) - Vehículo adaptado para recuperar otros vehículos.

## Usuarios

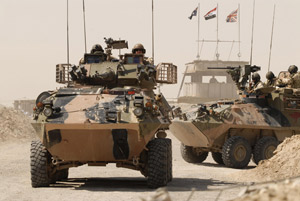
Un ASLAV en operación.

- Australia

- Ejército de Australia 257

- Perú

- Marina de Guerra del Perú 32

### Vehículos similares
- Pandur II
- Boxer MRAV
- LAV-25
 LAV III
 AVGP
- MOWAG Piranha
- VBCI
- / Nurol Ejder
- VBM Freccia
 Centauro B1
- TAB-71
 TAB-77
 TABC-79
 RN-94
- BTR-90
- Rooikat
- BTR-3
 BTR-4
- BTR-60
 BTR-70
 BTR-80
- Stryker
 M1128 Mobile Gun System